# Dieta de Nuremberg
Les Dietes de Nuremberg, també anomenades Dietes Imperials de Nuremberg, van tenir lloc en diferents moments entre l'edat mitjana i el segle xvii.
La primera Dieta de Nuremberg, el 1211, va triar el futur emperador Frederic II de Hohenstaufen com a rei alemany.
A la Dieta de 1356, l'emperador Carles IV va emetre la Butlla d'Or de 1356, que va obligar a cada emperador del Sacre Imperi Romanogermànic a convocar la primera dieta imperial després de la seva elecció a Nuremberg. A part d'això, es van celebrar diverses altres dietes allí.
Importants per al protestantisme van ser les Dietes de 1522 ("Primera dieta de Nuremberg"), 1524 ("Segona dieta de Nuremberg") i 1532 ("Tercera dieta de Nuremberg").

## La Dieta 1522 de Nuremberg
Aquesta dieta és coneguda principalment per la reacció del papat a la decisió feta sobre Luter a la dieta de Worms de l'any anterior. El nou papa, Adrià VI, va enviar al seu nunci Francesco Chieregati a la Dieta, insistint tant en que s'executés l'Edicte de Worms, com que es prenguessin immediatament accions contra Luter. Tanmateix, aquesta demanda es va veure acompanyada d'una promesa de reforma profunda en la jerarquia romana, admetent francament la culpa parcial del Vaticà en el declivi de l'Església.
En el recés redactat el 9 de febrer de 1523, però, els prínceps alemanys van rebutjar aquest recurs. Utilitzant les admissions d'Adrià, van declarar que no podien semblar que «volguessin oprimir la veritat evangèlica i ajudessin als abusos no cristians i malvats».

## La Dieta 1524 de Nuremberg
Aquesta dieta generalment va ser la mateixa que l'anterior. Els estats van reiterar la seva decisió de la dieta anterior. El cardenal legat, Campeggio, que estava present, va mostrar el seu disgust pel comportament dels estats. El 18 d'abril, els estats van decidir reclamar «una reunió general de la nació alemanya», reunint-se a Speyer l'any següent i decidir què es faria fins a la reunió del consell general de l'Església que exigien. Això va donar lloc a la Dieta de Speyer (1526), que al seu torn va seguir la Dieta de Speyer (1529). Aquesta última incloïa la Protesta de Speyer.